# 奈良惠里加
奈良惠里加（日语：／ Nara Erika，1978年2月3日—），日本女子游泳运动员。她曾代表日本参加2000年、2004年和2008年夏季残疾人奥林匹克运动会游泳比赛，获得二枚金牌和三枚铜牌。